# Palais des López
Le palais des López, aussi appelé Palais du gouvernement ou Palais présidentiel (en espagnol : Palacio de los López, Palacio de Gobierno ou Palacio Presidencial), est le bâtiment servant de siège à la présidence de la république du Paraguay et du pouvoir exécutif du gouvernement paraguayen. Il s'agit de l'un des bâtiments les plus emblématiques de la capitale paraguayenne, Asunción. Au niveau architectural, il est construit dans un style néoclassique avec une certaine influence palladienne.

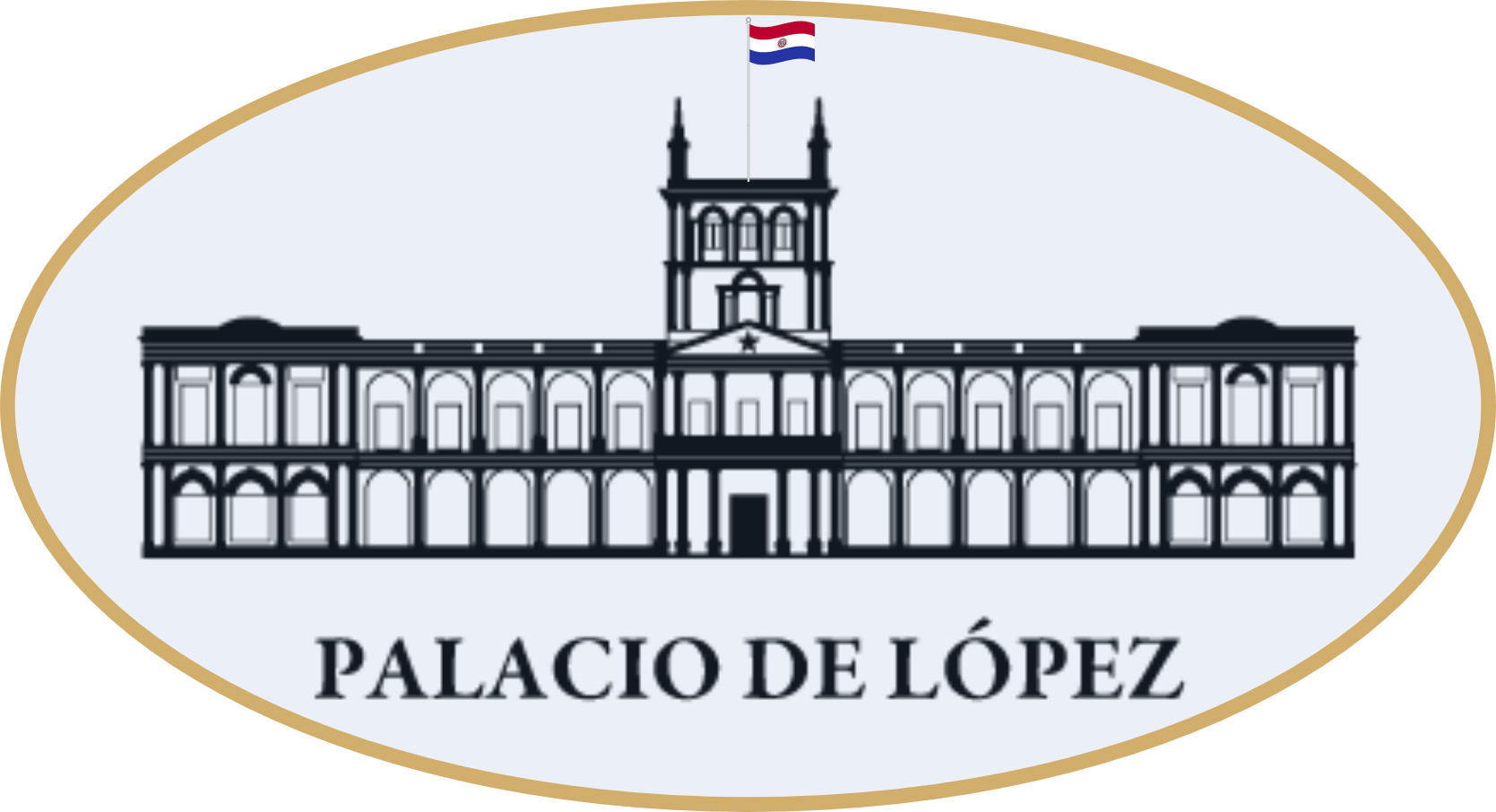
Logo.

Le palais est déclaré Trésor du patrimoine culturel matériel d'Asunción, à l'occasion de l'élection d'Asunción comme capitale américaine de la culture en 2009.
Riverain du fleuve Paraguay, le bâtiment se situe au centre de la ville, sis sur la rue Paraguayo Independiente, entre les rues Ayolas et O'Leary.

## Histoire
Propriétaire du terrain où se trouve le palais par héritage, Francisco Solano López embauche, après avoir voyagé à travers l'Europe, plusieurs architectes, ingénieurs et autres techniciens, qui ont participé à la construction de différents édifices dans le pays. Il cherche alors à faire bâtir sa résidence privée, dont les plans sont, de l'avis de certains historiens, déjà réalisés avant son retour au Paraguay depuis l'Europe. La construction débute en 1857, alors que son père Carlos Antonio López est toujours au pouvoir.
Les matériaux pour la construction du palais proviennent de divers endroits au pays : des pierres des carrières d'Emboscada et d'Altos, du bois de Ñeembucú et Yaguarón, des briques de Tacumbú et des pièces de fonte d'Ybycuí, entre autres.
En 1867, époque de la guerre de la Triple-Alliance, le Palais des López était presque terminé, bien que les détails manquaient pour son achèvement. L'ornementation était constituée de statuettes de bronze, de meubles importés de Paris et de grands miroirs décorés pour les salons.

Le déclenchement de la guerre de la Triple Alliance force Solano López à quitter la capitale pour Ñeembucú. Il n'habite donc jamais dans son palais. En 1869, l'escouade brésilienne-argentine bombarde la ville et endommage le palais. Les forces alliées pillent le palais, dont les ornements et les meubles sont confisqués et emmenés au Brésil. Pendant les sept années que les Alliés occupent Asunción, le palais sert de quartier général aux forces brésiliennes. Après qu'ils l'aient abandonné, le bâtiment reste dans un état d'abandon durant plusieurs années.

Le Palais des López après les bombardements durant la guerre de la Triple-Alliance.

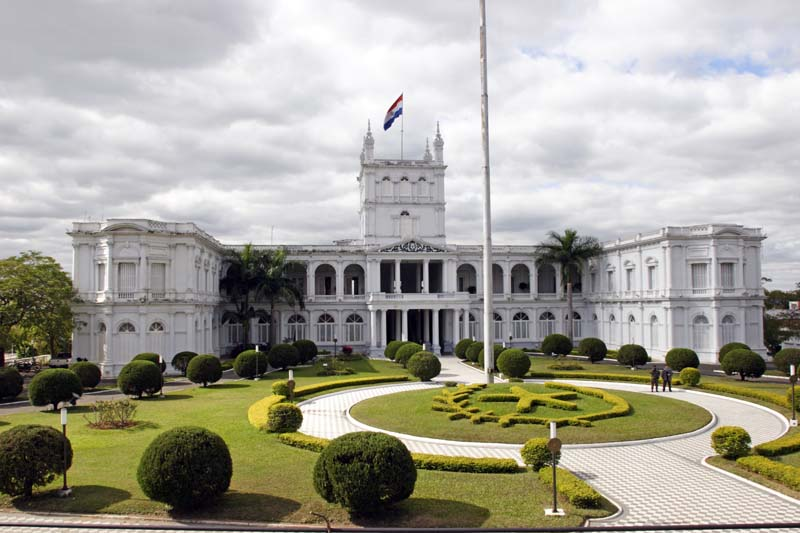
Vue diurne du palais.

C'est sous le gouvernement de Juan Gualberto González que débutent les travaux de restauration du palais, qui durent deux ans. Cependant, González est déposé par un coup d'État en 1894 et n'a pu jamais habiter le palais. Son successeur, Marcos Morínigo, ne tient pas au pouvoir très longtemps non plus et ne vit donc pas dans le bâtiment. Ce n'est qu'avec l'arrivée de Juan Bautista Egusquiza en 1894 que le Palais des López devient le siège du gouvernement. C'est aussi, jusqu'au milieu du XXe siècle, la résidence du président de la République et de sa famille.
Jusqu'en 1949, le bureau du président se trouve au dernier étage de l'immeuble. Cette année-là, le président Felipe Molas López, éprouvant des difficultés à monter les escaliers, décide de déplacer le bureau au rez-de-chaussée. Au fil du temps, d'autres aménagements sont modifiés en fonction des besoins de l'administration gouvernementale. Tout au long de son règne de 35 ans, le général Alfredo Stroessner dirige le pays depuis ce bâtiment.
À l'heure actuelle, le palais est équipé d'un éclairage nocturne spectaculaire et sa couleur d'origine a été réinstallée, offrant une belle vue depuis le front fluvial d'Asunción.